# Worldwide Angel
Worldwide Angel és la segona mixtape de la cantant i compositora catalana Bad Gyal. Va ser publicat el 23 de febrer de 2018 per Puro Records i Canada Editorial. Worldwide Angel es va presentar amb quatre senzills: "Blink", "Candela", "Internationally" i "Yo sigo iual".
Una versió de 10 minuts, mesclada i editada per Rudeteo, es va publicar juntament amb l'àlbum al canal de YouTube de Bad Gyal.

## Recepció crítica
Philip Sherburne, de Pitchfork, va declarar que Worldwide Angel "se cenyeix en gran manera a la plantilla establerta en anteriors cançons de Bad Gyal: ritmes dembow enganxosos i dolços amb sintetitzadors, tenyits d'una malenconia groove", i "està clarament destinat a assenyalar [ella] la seva arribada com una força global”. Sherburne ha trobat les seves melodies "sovint tan emfàtiques com un encongiment d'espatlles", i ha assenyalat que les seves lletres "semblen dubtar a allunyar-se dels temes que ja ha explorat".
| Publicació       | Premi                                                                 | Classificació | Ref.   |
| ---------------- | --------------------------------------------------------------------- | ------------- | ------ |
| Fact             | Els 25 millors àlbums dels últims tres mesos: de gener a març de 2018 | -             | [ 7 ]  |
| Jenesaispop      | Els millors àlbums del 2018                                           | 16            | [ 8 ]  |
| Mondo Sonoro     | Els millors àlbums nacionals del 2018                                 | 16            | [ 9 ]  |
| Vibe             | 18 millors àlbums llatins del 2018                                    | -             | [ 10 ] |
| Vinyl Me, Please | Els 10 millors àlbums electrònics del 2018                            | -             | [ 11 ] |

## Llista de cançons
Crèdits adaptats de Tidal i altres fonts.
| Núm.          | Títol                               | Productor(s)              | Durada |
| ------------- | ----------------------------------- | ------------------------- | ------ |
| 1.            | «Intro» (amb Jam City i el Guincho) | El Guincho Jam City       | 0:36   |
| 2.            | «Internationally»                   |                           | 3:14   |
| 3.            | «Tra»                               |                           | 3:45   |
| 4.            | «Yo sigo iual»                      | El Guincho Fakeguido      | 3:09   |
| 5.            | «Candela»                           | Marmota Fakeguido         | 3:16   |
| 6.            | «Trust»                             |                           | 3:43   |
| 7.            | «Blink»                             |                           | 4:31   |
| 8.            | «Tu moto»                           | D33J                      | 3:15   |
| 9.            | «Realize»                           | Florentino el Guincho [a] | 3:58   |
| Durada total: | Durada total:                       | Durada total:             | 29:31  |

## Personal
Crèdits adaptats de Tidal i altres fonts.
- Alba Farelo – veu principal
- Faberoa - veus destacades (pista 6)
- El Guincho – producció (pistes 1–2, 4); producció addicional (pista 7); mescles
- Jam City – producció (pistes 1–2)
- Dubbel Dutch - producció (canvis 2–3, 5)
- Fakeguido – producció (pistes 4, 6, 9)
- Faberoa – producció (pista 6)
- Florentino – producció (pista 7)
- D33J – producció (pista 8)
- Paul Marmota – producció (pista 9)
- D33J - mescla (pista 8)
- Vlado Meller – masterització
- Alejandro Sonoro – portada[13]

## Llistes
| Llista (2018)                                | Màx posició |
| -------------------------------------------- | ----------- |
| Àlbums en streaming en espanyol (PROMUSICAE) | 11          |

## Historial de publicacions
| Regió    | Data                 | Format                       | Discogràfica | Ref.  |
| -------- | -------------------- | ---------------------------- | ------------ | ----- |
| Diversos | 23 de febrer de 2018 | Descàrrega digital streaming | Puro Canada  | [ 3 ] |